# Stazione di Shin-Yokohama
La Stazione di Shin-Yokohama (新横浜駅?, Shin-Yokohama-eki) è una stazione ferroviaria di Kōhoku-ku, Yokohama. 
Si tratta di un importante centro di trasporto intermodale, dove si uniscono la metropolitana, i treni suburbani della linea Yokohama, e i treni ad alta velocità Shinkansen, rendendo la stazione utilizzata da quasi 100.000 passeggeri al giorno.

## Storia
La stazione venne progettata dapprima in segreto, con la copertura della realizzazione di una fabbrica di automobili Nissan/Ford. Questo retroscena è stato raccontato nel romanzo, e in seguito, film, "Kuro no cho tokkyu".
La stazione è stata aperta il 1º ottobre 1964, e all'epoca l'area attorno alla stazione era aperta campagna. Il luogo venne scelto per l'intersezione fra lo Shinkansen e la linea Yokohama. Dal 1985 arrivò anche la metropolitana, e nel frattempo proseguì lo sviluppo urbanistico attorno alla stazione, che oggi è al centro di una nevralgica area di uffici e residenze.

## Linee

### Ferrovie
JR Central
Tōkaidō Shinkansen
JR East
■ Linea Yokohama

### Metropolitana
Metropolitana di Yokohama

## Struttura

### Stazione JR Central
La sezione JR Central è utilizzata solo dai servizi Tōkaidō Shinkansen, ed è dotata di due marciapiedi a isola serventi 4 binari su viadotto. 
| 1-2 | Tōkaidō Shinkansen |  | per Tokyo                      |
| 3-4 | Tōkaidō Shinkansen |  | per Nagoya, Kyoto e Shin-Ōsaka |

### Stazione JR East
La sezione JR East è dotata di un marciapiede a isola con due binari passanti in superficie:
| 5 | ■ Linea Yokohama |  | per Kikuna, Higashi-Kanagawa, Yokohama e Ōfuna        |
| 6 | ■ Linea Yokohama |  | per Kozukue, Nagatsuta, Machida, Hashimoto e Hachiōji |

## Intorno alla stazione
- Nissan Stadium (15 minuti a piedi)
- Shin-Yokohama Ramen Museum (新横浜ラーメン博物館, 5 minuti a piedi)
- Yokohama Arena (横浜アリーナ, 5 minuti a piedi)

## Stazioni adiacenti
| «                  | Servizio       | »              |
| Linea Yokohama     | Linea Yokohama | Linea Yokohama |
| ------------------ | -------------- | -------------- |
| Kikuna             | ■ Locale       | Kozukue        |
| Kikuna             | ■ Rapido       | Kamoi          |
| Tōkaidō Shinkansen |                |                |
| Shinagawa          | -              | Odawara        |